# Adel (rapper)
Adel Dostani Heidari, noto semplicemente come Adel (Uppsala domkyrkoförsamling, 13 luglio 1993), è un rapper svedese.

## Biografia
Adel è salito alla ribalta col primo album in studio Fem stjärnor (2019), classificatosi 7º nella Sverigetopplistan. Guld utav sand, uscito nel giugno 2020, si è collocato in una posizione più in alto nella classifica svedese.
Nel luglio 2021 è avvenuta la pubblicazione del terzo LP, dal titolo Blod svett och tårar; il progetto si è fermato alla 13ª posizione nella graduatoria nazionale. Ha collezionato sei dischi di platino e quattro d'oro, equivalenti a 640 000 unità certificate in singoli.

## Discografia

### Album in studio
- 2019 – Fem stjärnor
- 2020 – Guld utav sand
- 2021 – Blod svett och tårar

### EP
- 2018 – Framtiden är blå
- 2024 – Vita lögner svarta får (con Ceasar DD)

### Singoli
- 2017 – Skina
- 2017 – Spring
- 2018 – Choklad
- 2018 – Kalas
- 2018 – Håll i dig (feat. Armin)
- 2018 – Flex
- 2019 – Schackmatt (con Denz)
- 2019 – Tony & Elvira (con Dree Low)
- 2019 – Savage (con DnoteOnDaBeat)
- 2019 – Inga alternativ (con P.J)
- 2020 – Shooters (con Juice e Buddha Vybez)
- 2020 – Automat (con Einár)
- 2020 – Hundra (con Einár)
- 2020 – Show (con Einár)
- 2020 – NBA
- 2020 – Guld utav sand
- 2020 – System
- 2021 – Plan
- 2021 – På riktigt (con AJ B)
- 2021 – Talk vår shit (con Z.E)
- 2021 – En dans (con B.Baby)
- 2021 – Hotell
- 2021 – Moonwalkin (con Lelo)
- 2022 – Faller ner
- 2022 – Offside
- 2022 – Zoo
- 2022 – Sedan start
- 2023 – Vad har jag blivit (con Román)
- 2023 – Bloccboi (con Román)
- 2023 – Huvudstaden (con Sh-1)
- 2024 – Efter regn
- 2024 – L4TS (con Lucas Lazaro)
- 2024 – Kontraster (con Ceasar DD)
- 2024 – Sub Zero (con Sh-1)
- 2024 – Spektakel
- 2024 – Stod i regnet (con Revilo e Le Winter)